# Merle des Izu
Turdus celaenops
Espèce
Statut de conservation UICN

 VU A2ce+3ce+4ce;C1 : Vulnérable
Le Merle des Izu (Turdus celaenops) est une espèce de passereaux appartenant à la famille des Turdidae.

## Habitats et répartition
C'est un merle originaire des archipels d'Izu et Ryukyu au Japon, en particulier les îles Hachijojima, Mikurajima et Miyakejima dans le premier archipel et Yakushima et Tokara dans le second. Cette espèce ne se trouve pas sur les îles principales du Japon et, en raison de son territoire limité, est répertoriée dans la liste rouge de l'UICN comme vulnérable.

## Description
Long d'environ 23 cm, il a un plumage sombre, le noir de la tête et la queue contrastant avec le jaune du tour de l'œil et du bec, le marron des ailes et le rouge-rouille du ventre. Ce système de couleur rappelle celui du Merle d'Amérique.